# Gross Fläsch
Gross Fläsch heisst ein kleiner Bergsee im Schweizer Kanton Uri.
Der See liegt in den Schwyzer Alpen auf 1802 m ü. M., wird auch Fleschseeli genannt und hat eine Fläche von 2465 m².
Südöstlich über dem See steht der «Alpenkiosk Fleschsee»; hier führt der Höhenweg Schächental vorbei. Man kann den See zusammen mit einem kleineren etwas südwestlich liegenden auf Wanderwegen umrunden.
Die vereinzelt auch benutzte Bezeichnung Fleschsee kann zu Verwechselungen mit zwei gleichnamigen Seen im Wallis führen.

## Nachweise
1. 1 2  Name, Lage & Höhe bei «geo admin.ch».
2. 1 2  Name, Lage, Höhe & Fläche bei «ortsnamen.ch».